# Syncrossus reversa
Syncrossus reversa és una espècie de peix de la família dels cobítids i de l'ordre dels cipriniformes.

## Morfologia
Fa 10,3 cm de llargària màxima.

## Hàbitat i distribució geogràfica
És un peix d'aigua dolça, demersal i de clima tropical, el qual viu a Àsia: Malàisia, Brunei i Indonèsia.

## Vida en captivitat
Degut al seu comportament agressiu, no és una espècie adequada per a aquaris comunitaris. A l'igual d'altres espècies de Syncrossus, cal que estigui acompanyat de 5 o més exemplars de la seua espècie per permetre-li formar un grup jerarquitzat.

## Observacions
És inofensiu per als humans.